# Aradi neológ zsinagóga
Az aradi neológ zsinagóga műemlék épület Romániában, Arad megyében. A romániai műemlékek jegyzékében az AR-II-m-A-00573 sorszámon szerepel.